# Eldece Clarke-Lewis
Eldece Clarke-Lewis (Geburtsname Eldece Clarke; * 13. Februar 1965) ist eine ehemalige bahamaische Sprinterin und Olympiazweite.
Bei den Olympischen Spielen 1996 in Atlanta gewann sie im 4-mal-100-Meter-Staffellauf zusammen mit Chandra Sturrup, Savatheda Fynes und Pauline Davis die Silbermedaille.
Ihre persönliche Bestzeit im 100-Meter-Lauf stellte sie mit 10,96 s am 29. April 2000 in Fort-de-France auf.